# Ilha Flint
Ilha Flint é um atol de coral de área 3,2 km2 no centro do Oceano Pacífico, parte das Espórades Equatoriais do Sul pertencentes a Kiribati. É desabitado.

## Galeria

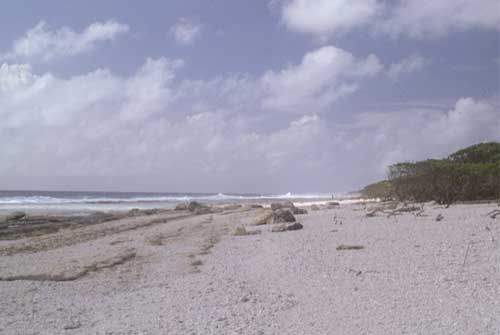
Praia na ilha Flint
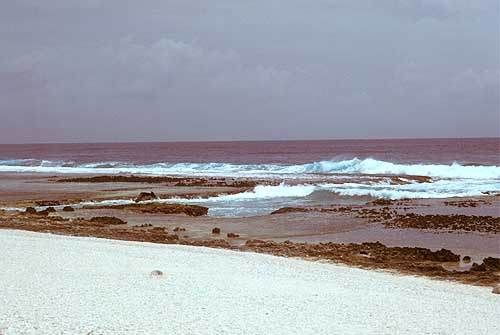
Fringing Reef na ilha Flint
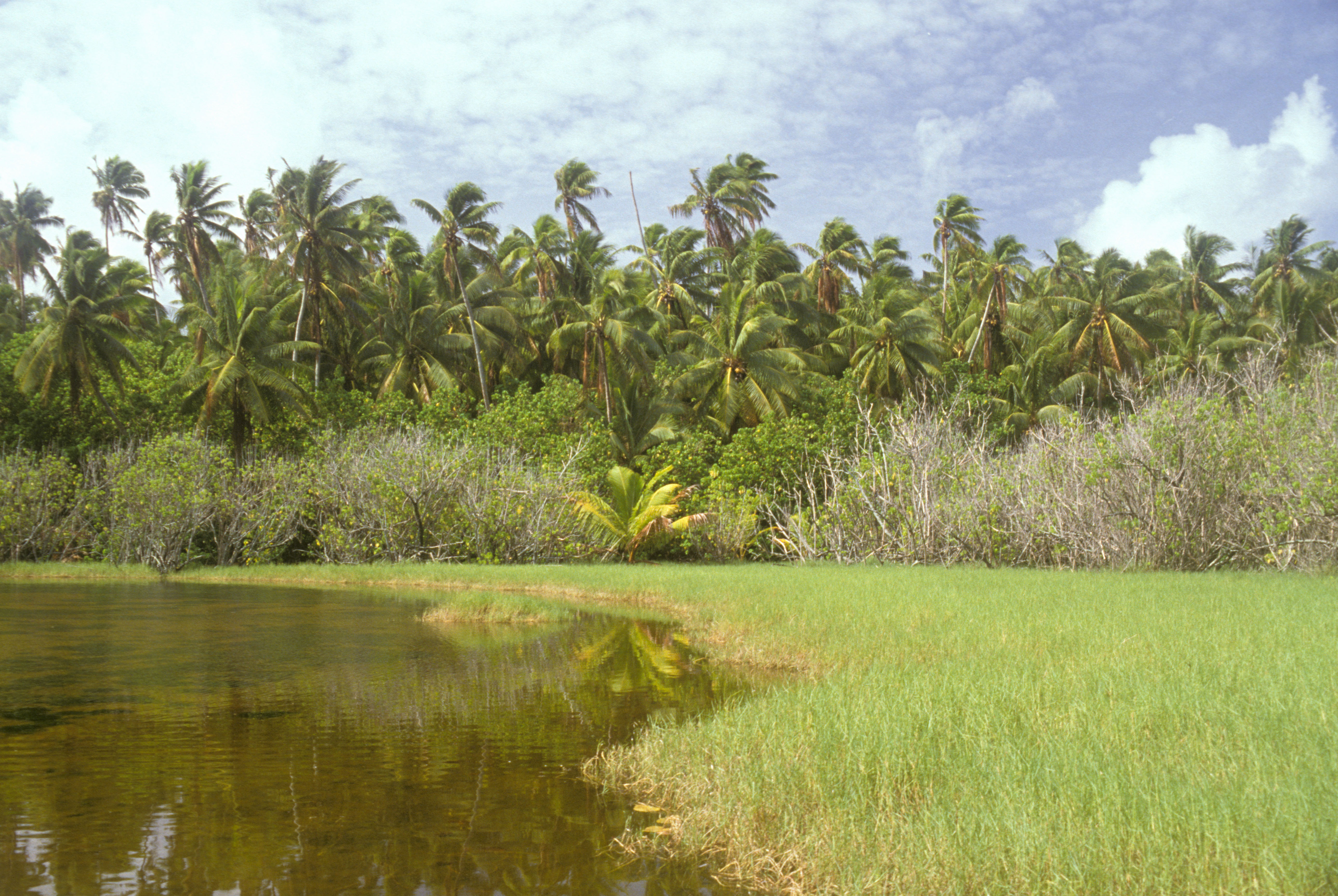
Um dos lagos no interior da ilha Flint
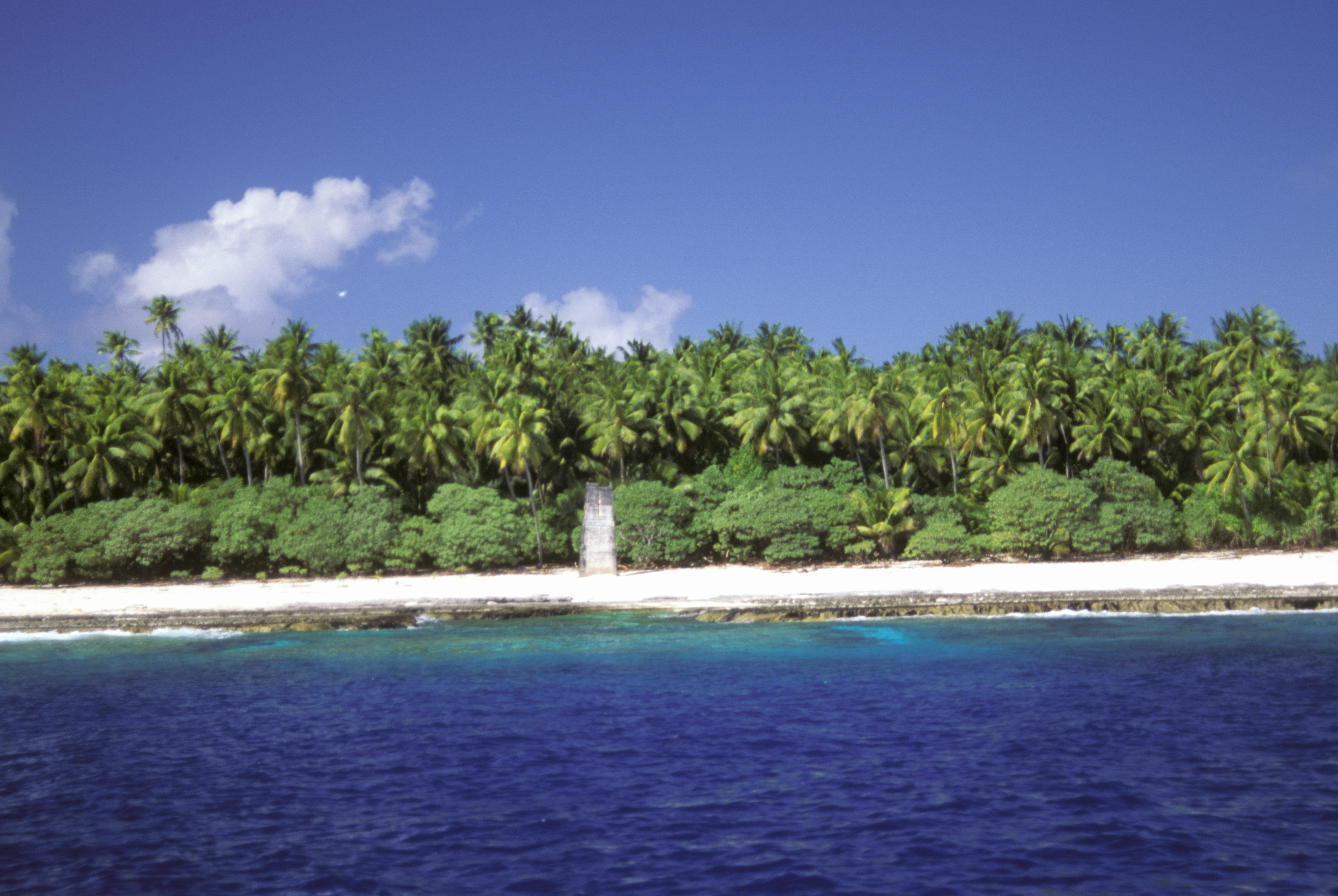
Vegetação da ilha Flint
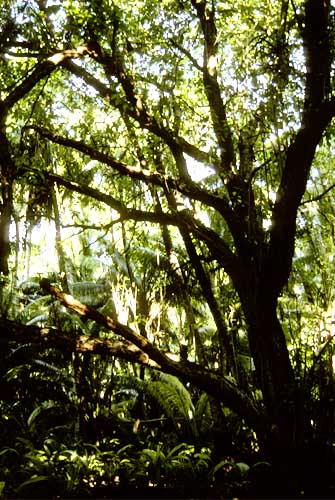
Pisonia, ilha Flint